# Le Manège (film, 1980)
Pour les articles homonymes, voir Manège.
Pour plus de détails, voir Fiche technique et Distribution.
Le Manège est un court-métrage d'animation en stop motion français réalisé par Marc Caro et Jean-Pierre Jeunet, sorti en 1980.

## Fiche technique
- Titre : Le Manège
- Réalisation : Marc Caro et Jean-Pierre Jeunet
- Scénario : Jean-Pierre Jeunet
- Marionnettes:  Marc Caro
- Pays d'origine : France
- Format : Couleurs
- Genre : animation, court métrage
- Durée : 6 minutes
- Date de sortie : 1980

## Distinctions
- César du meilleur court-métrage d'animation